# Momir Bulatović
Momir Bulatović, cyr. Момир Булатовић (ur. 21 września 1956 w Belgradzie, zm. 30 czerwca 2019 w Raći) – czarnogórski polityk i ekonomista, jugosłowiański działacz komunistyczny, prezydent Czarnogóry w latach 1990–1998, od 1998 do 2000 premier Federalnej Republiki Jugosławii.

## Życiorys
Ukończył studia ekonomiczne na Uniwersytecie Czarnogóry, po których pracował przez jakiś czas na uczelni. W 1974 został członkiem SKCG – czarnogórskiego oddziału Związku Komunistów Jugosławii, stopniowo awansując w partyjnej strukturze. Stał się bliskim współpracownikiem serbskiego przywódcy Slobodana Miloševicia. W kwietniu 1989 objął stanowisko sekretarza komitetu centralnego czarnogórskiej partii komunistycznej. W pierwszych pluralistycznych wyborach w grudniu 1990 kierowani przez niego komuniści odnieśli w Czarnogórze zdecydowane zwycięstwo, zyskując ponad 80 miejsc w 125-osobowym parlamencie. Momir Bulatović wygrał wówczas wybory na urząd prezydenta Czarnogóry, który objął w tym samym miesiącu. Z powodzeniem ubiegał się o reelekcję w kolejnych wyborach – zwyciężył w styczniu 1993 w drugiej turze głosowania z wynikiem ponad 63% głosów.
W międzyczasie w czerwcu 1991 SKCG przekształciła się w Demokratyczną Partię Socjalistów Czarnogóry, a Momir Bulatović został pierwszym przewodniczącym tego ugrupowania. W 1997 doszło do konfliktu między nim, premierem Milem Đukanoviciem, jego długoletnim bliskim współpracownikiem. Spór dotyczył głównie współpracy ze Slobodanem Miloševiciem, za którą zdecydowanie opowiadał się prezydent. Obaj wystartowali w wyborach prezydenckich w październiku 1997 – Milo Đukanović zwyciężył w drugiej turze, otrzymując 50,8% głosów, przejął także władzę w partii.
Momir Bulatović w styczniu 1998 zakończył pełnienie funkcji prezydenta. Założył nową formację pod nazwą Socjalistyczna Partia Ludowa Czarnogóry. W maju 1998 z inicjatywy serbskiego przywódcy został powołany na premiera Federalnej Republiki Jugosławii, zajmował to stanowisko do listopada 2000. Wkrótce utracił funkcję przewodniczącego swojej partii (zastąpił go Predrag Bulatović). W 2001 założył kolejne ugrupowanie, opowiadające się za trwaniem federacji Czarnogóry z Serbią. Niedługo później wycofał się jednak z aktywności politycznej, zajmując się działalnością naukową i publicystyczną.